# Нидерглатт
Нидерглатт (нем. Niederglatt ZH) — коммуна в Швейцарии, в кантоне Цюрих.
Входит в состав округа Дильсдорф. Население составляет 4346 человек (на 31 декабря 2007 года). Официальный код — 0089.

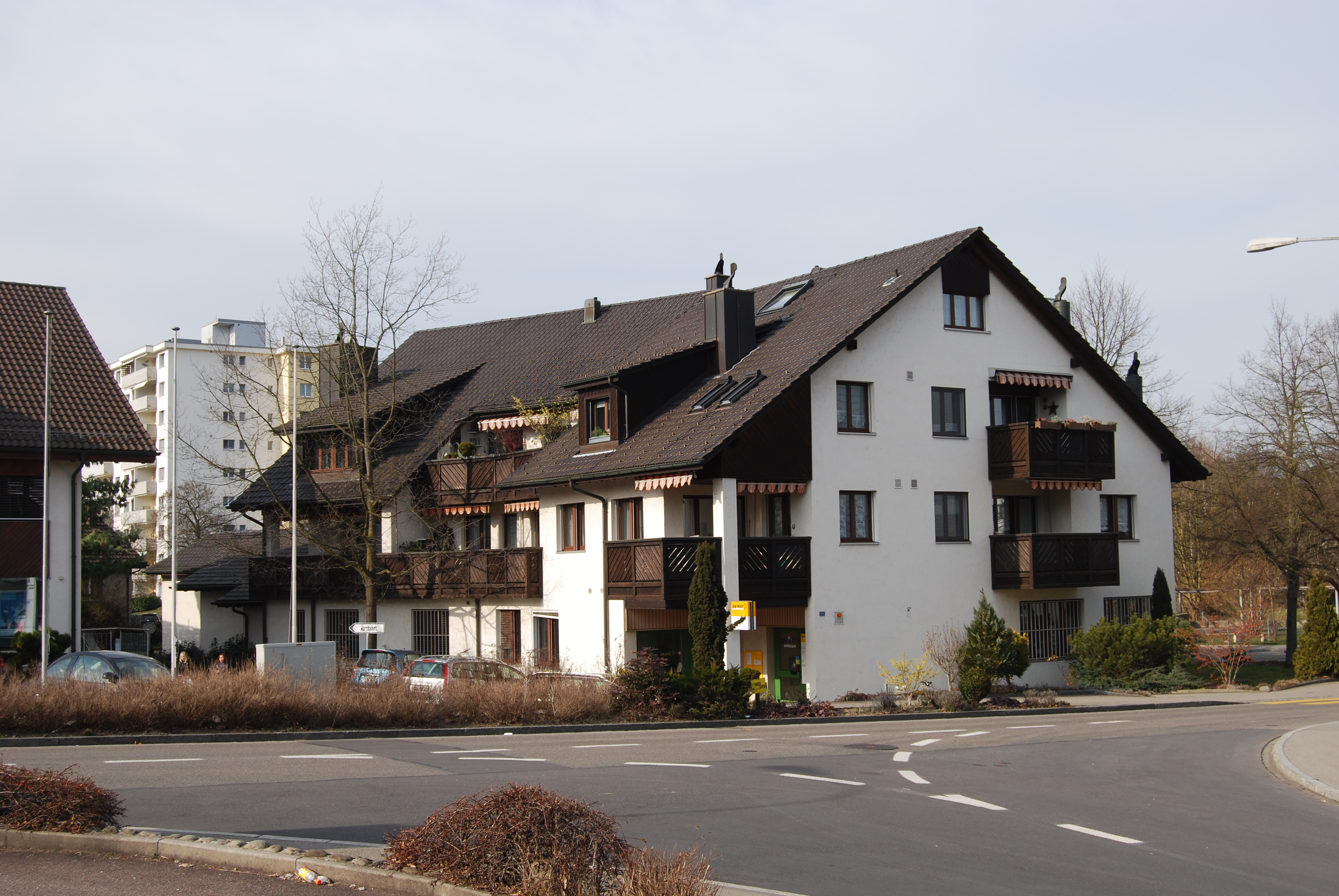
Нидерглат